# Mere (diszkonthálózat)
A Mere stilizálva MERE, Oroszországban használt nevén  Svetofor , (ejtsd: Szvetofor) jelentése közlekedési lámpa egy orosz diszkontáruházlánc, ami a Torgservis vállalatcsoport birtokában van, és 2023-as adatok szerint több mint 3000 üzletet működtet. Székhelye Krasznojarszkban található. Oroszország mellett Belaruszban, Kazahsztánban, Litvániában, Romániában, Moldovában, Csehországban, Görögországban, Spanyolországban, Szerbiában és Kínában van jelen. Mára az orosz kiskereskedelmi láncok forgalmát tekintve az élmezőnybe tartozik, 2020-ban 189 milliárd rubel árbevétellel.

## Története
Az üzletláncot a Snajder család alapította Krasznojarszk városában, 2009-ben, a Sberbank támogatásával, Szvetofor (Светофор) néven, a boltok csak Oroszországon kívül futnak a Mere név alatt. A tulajdonosi háttérről keveset tudni, a vállalat mögött álló család tagjai ugyanis nagyon zárkózott üzletpolitikát folytatnak, nem szerepelnek nyilvánosan, PR-osztályt sem üzemeltetnek. Egy belsős alkalmazott elmondása szerint a Merét a tulajdonosok az amerikai Walmart áruház orosz megfelelőjének szánják, és kínálatukkal deklaráltan az alsó középosztályt, illetve a szegényebb rétegeket célozzák meg. Az üzletlánc gyors fejlődésnek indult, 2021-ben a Forbes magazin 200 legnagyobb orosz magánvállalatot bemutató listáján az 52. helyet foglalta el.

### Terjeszkedése Európában
2017 novemberében a lánc bejegyezte a MERE márkavédjegyet az Európai Unió Szellemi Tulajdoni Hivatalában. 2017-ben nyitotta meg első üzleteit külföldön, így Belaruszban, Kazahsztánban, Ukrajnában, majd 2019-ben Németországban, Romániában, Görögországban és Szerbiában is. 2022-ben Belgiumban is üzletet nyitottak, de az alacsony forgalom miatt mindössze három hónap után meg is szüntették. Tervezték a belépést a francia piacra is, de ez végül nem történt meg, Litvániában viszont sikerült megvetniük a lábukat. Lengyelországban 2020-ban nyitottak meg az első üzletek, de az orosz-ukrán háború miatt elmérgesedő lengyel-orosz viszony következtében kivonultak az országból. A tervezett szlovákiai és bulgáriai terjeszkedésre ugyancsak a háború miatt nem került sor, míg Ukrajnából 2021-ben kitiltották a céget. 2022-ben a Mere bezárta összes németországi üzletét is. Spanyolországban és Csehországban jelenleg is működnek áruházaik, 2024 áprilisában pedig hírek jelentek meg a tervezett magyarországi terjeszkedésről is.

## Jellemzői

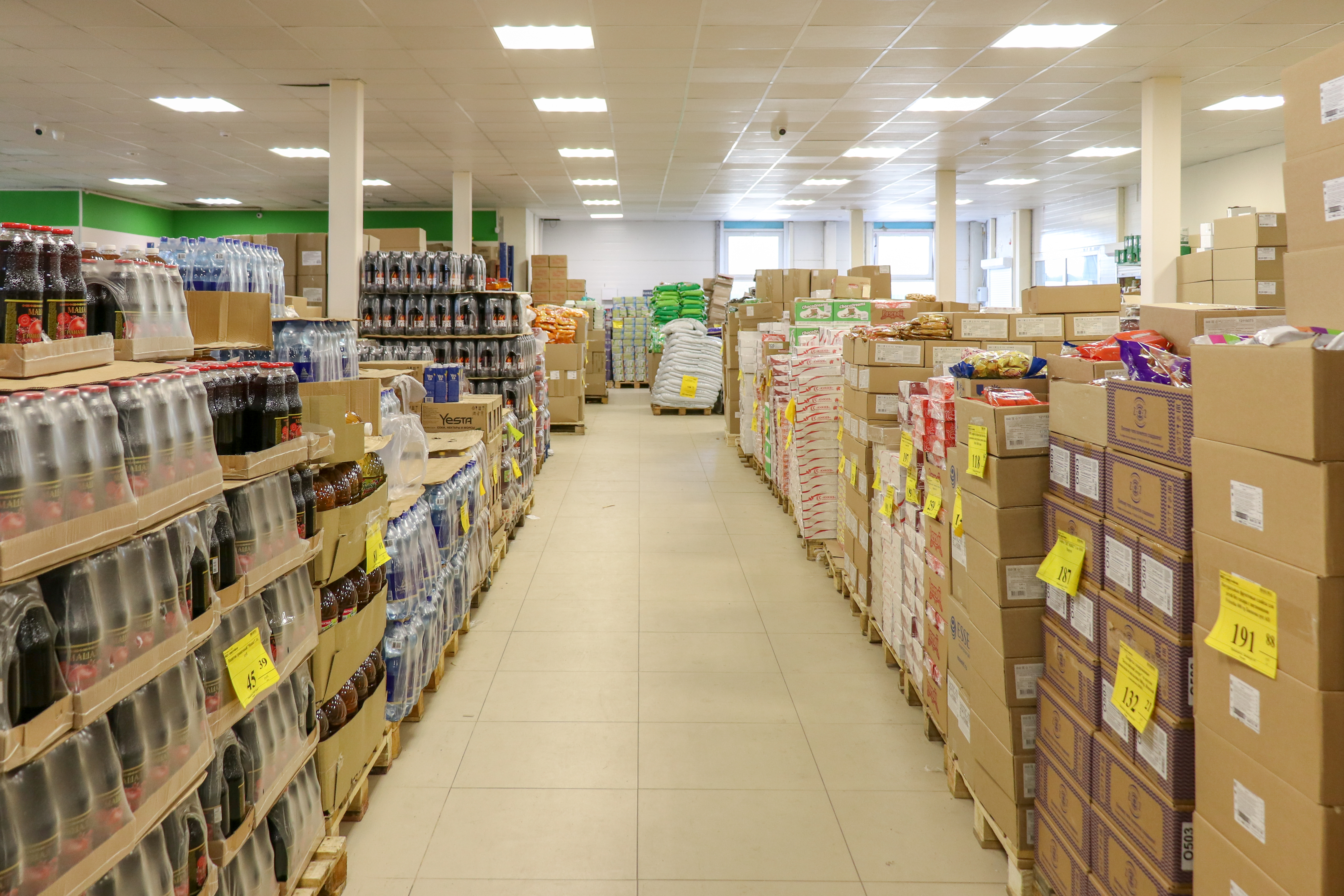
Árucikkek a raklapokon egy Mere áruházban

Az üzletlánc fő jellemzője a termékeik alacsonyan tartott árai, amely rendszerint 20-30 százalékkal múlják alul az adott országok átlagos fogyasztói árait, különös tekintettel az európai kontinensen elterjedt Aldi, Lidl, Spar és Auchan áruházakkal szemben. Az árak alacsonyan tartását többféle módszerrel érik elː az üzletek rendszerint a nagyvárosok külső lakóövezetében, vagy agglomerációjában kapnak helyet, általában raktárépületekben. A Mere üzleteiben nem használnak dekorációt vagy más modern eszközöket, nem költenek reklámkampányra, nincs ügyfélszolgálat, az árukat pedig rendszerint kartondobozokba csomagolva, fa raklapokon helyezik el polcok helyett, a vásárlóknak maguknak kell kicsomagolni azokat. Zöldséget, gyümölcsöt, friss pékárut nem tartanak, a kínálat a tartós élelmiszerekre, a tisztítószerekre és a kisebb használati tárgyakra épül. A más áruházakból ismert élelmiszeripari márkák termékei itt nem találhatóak meg, helyette kevésbé ismert gyártóktól szerzi be azok saját márkás termékeit, amik után nem kell fizetniük a beszállítóknak, mivel szoros együttműködésben vannakː a cég elvárja a beszállítóitól, hogy a termékek árainak 20-30%-kal alacsonyabbnak kell lenniük, mint a versenytársaké (a jól ismert, jó hírnévvel rendelkező márkákhoz képest a különbségnek 50%-nak kell lennie). A szállítónak az árut minden üzletbe önállóan és saját költségén kell leszállítania, biztosítania kell az eladatlan áruk 100%-ának visszaküldésének lehetőségét, és felelősséget kell vállalnia az importált termékek vámkezelésének önkéntes lebonyolításáért is.

## Fordítás
Ez a szócikk részben vagy egészben  a(z)   Светофор (торговая сеть) című orosz Wikipédia-szócikk ezen változatának fordításán alapul.  Az eredeti cikk szerkesztőit annak laptörténete sorolja fel. Ez a jelzés csupán a megfogalmazás eredetét és a szerzői jogokat jelzi, nem szolgál a cikkben szereplő információk forrásmegjelöléseként.